# Чжуншань (канонерская лодка)
«Чжуншань» (кит. упр. 中山艦, пиньинь Zhōngshān, первоначально Юнфэн кит. упр. 永豐艦, пиньинь Yongfeng) — канонерская лодка в ВМС Гоминьдана.

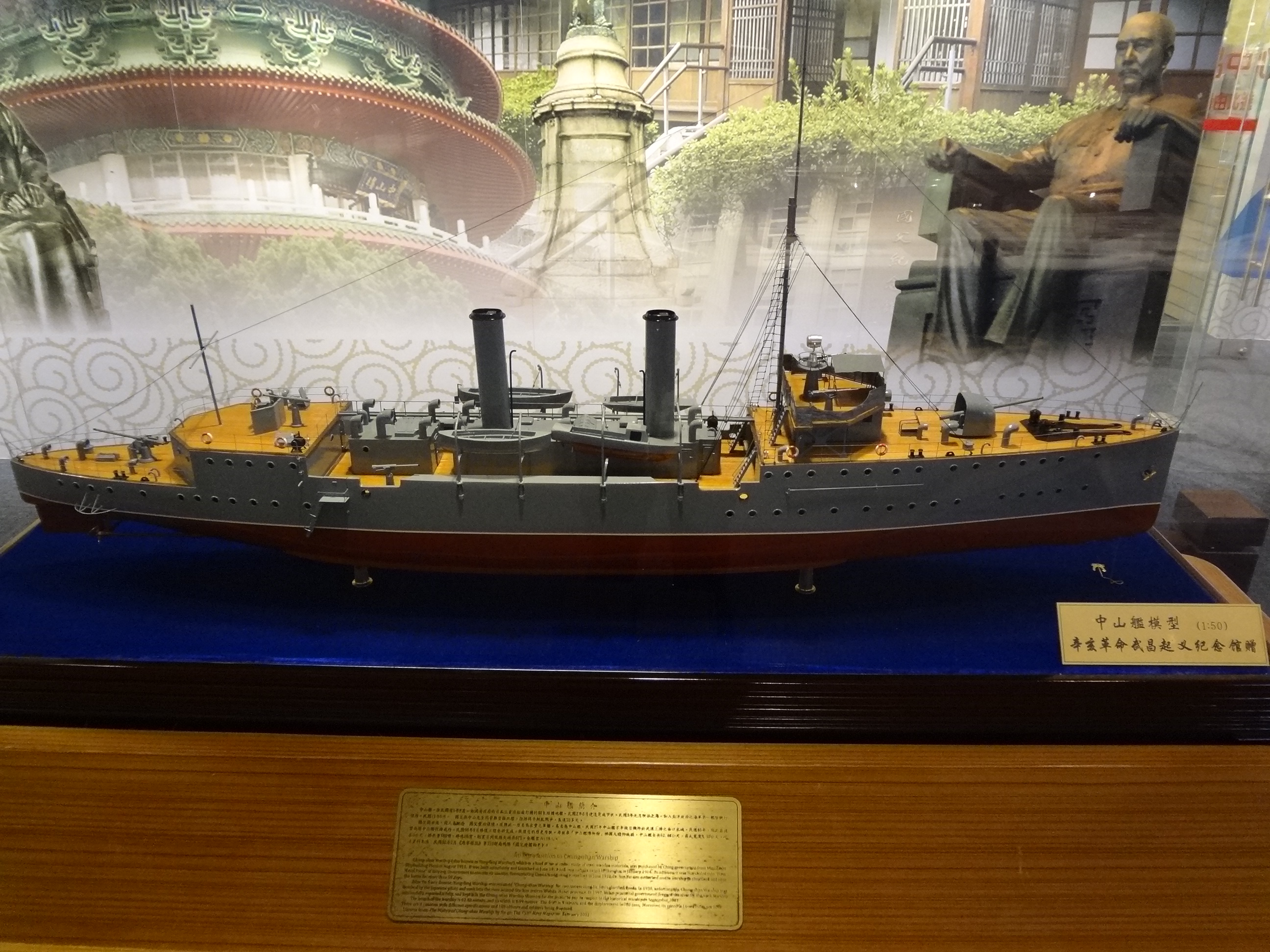
Модель канлодки

## История
Канонерская лодка (канлодка) заказана в Японии в 1910 году, ещё во времена Цинской монархии, желавшей обновить свой военный флот. Построена в 1912 году. В марте 1913 года судно пришло в Шанхай и встало в Юэчжоу. В июле 1917 канлодка пришла в Гуанчжоу и присоединилась к войскам Сунь Ятсена, начавшего в то время сбор сил для Северного похода для борьбы с северными милитаристами.
В 1922 после начала боевых действий Гоминьдана с гуандунским анархистом Чэнь Цзюнмином «Чжуншань» во главе военно-морского флота участвовала в снятии блокады и с трудом избежал уничтожения. В ноябре 1925 канлодка вывезла Сунь Ятсена с женой Сун Цинлин из Гуанчжоу в Пекин через Гонконг.
В 1925 году, после смерти Сунь Ятсена, канлодка переименована в его честь (одним из псевдонимов лидера китайской революции был Сунь Чжуншань).

### Попытка переворота 18 марта 1926
18 марта 1926 года комиссар флота коммунист Ли Чжилун (в то время исполнявший обязанности командующего ВМС) отдал приказ канлодке «Чжуншань» передислоцироваться к острову Чанчжоу, где располагалась военная школа Вампу. Канлодка встала напротив военной школы и занял боевую позицию.
По версии КПК, эти действия являлись провокацией со стороны Чан Кайши, искавшего повод обвинить коммунистов в заговоре и таким образом уменьшить их влияние в войсках. Ли Чжилун получил приказ о передислокации канлодки от Чан Кайши, и после распоряжений об отправке судна запросил письменное подтверждение приказа. Также имеется мнение, что в то же время Чан Кайши направил подложное письмо якобы от Ли Чжилуна с требованием в трехдневный срок провести национализацию предприятий через правительство и с угрозой в противном случае произвести в Гуанчжоу переворот.

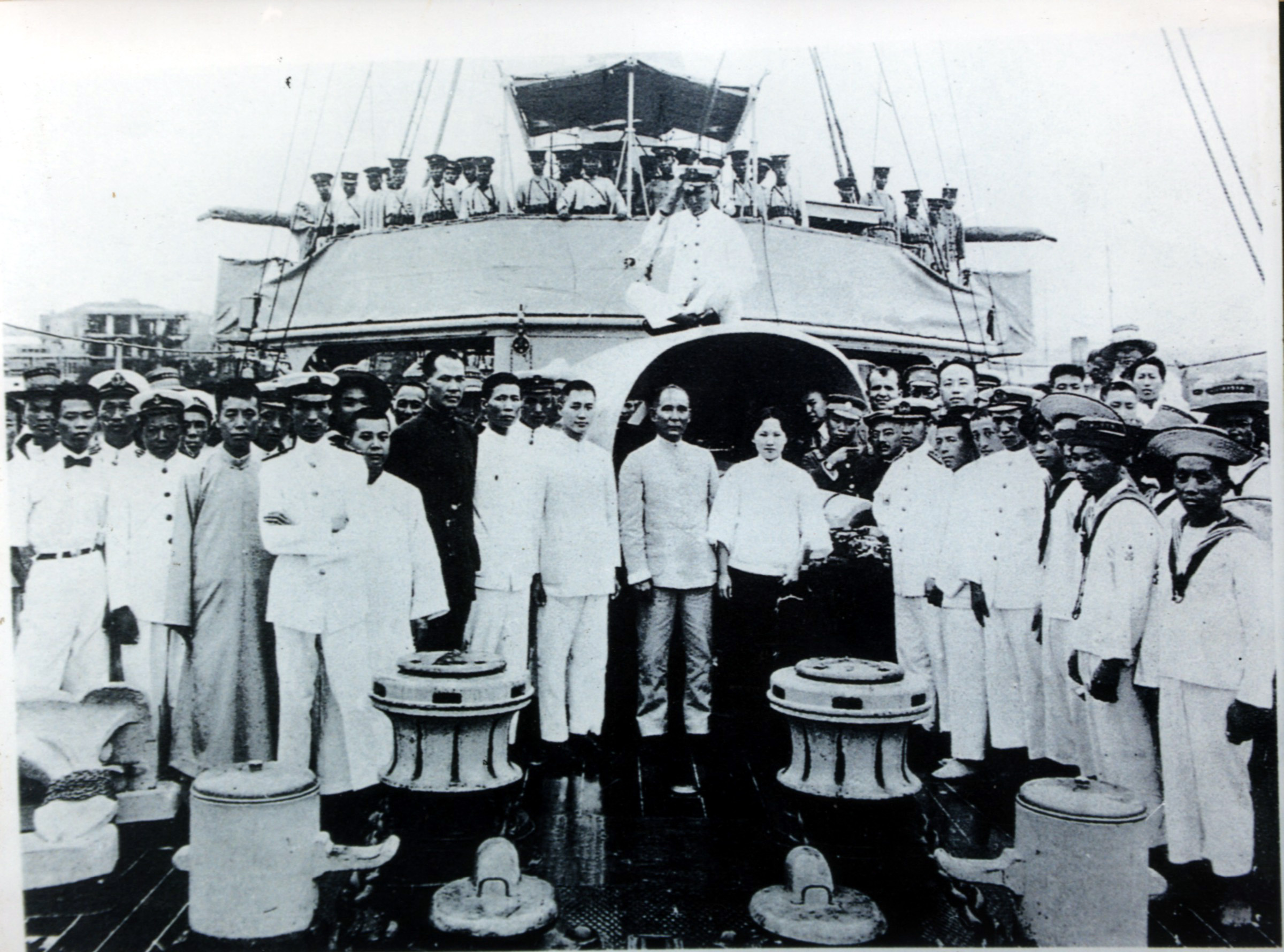
Экипаж канонерской лодки. 1938 год

По версии Чан Кайши, приказа о перебазировании канлодки он не отдавал, и в свою очередь обвинил коммунистов в попытке переворота:
Все мои подозрения сводились в тот момент к тому, что коммунисты намерены поднять восстание. Я не имел представления о том, насколько далеко простираются их коварные планы. Только позднее я узнал, что они готовились захватить меня и отправить в Россию
Поздно ночью 19 марта канлодка вернулась в Гуанчжоу, но опять встала на боевую позицию, развернула орудия в сторону города и не выключала осветительных приборов.
Ночью 20 марта вооружённый отряд из состава солдат школы Вампу и 2-й дивизии высадился на «Чжуншань» и другие канлодки. Охраной командира дивизии был арестован Ли Чжилун, который при этом получил ранение.
Утром 20 марта все политкомиссары и коммунисты 2-й дивизии и флота были арестованы. Был усилен гарнизон Гуанчжоу, в городе было объявлено военное положение. Верные Чан Кайши части окружили помещения комитета Гонконг-Кантонской забастовки, а также пригородный квартал Дуншань, где жили советские советники, их охрана была разоружена. Был расформирован контролировавшийся коммунистами бронеотряд, рабочие дружины также были разоружены. Чан Кайши упразднил Военный совет и объявил себя главнокомандующим Национально-революционной армией.
Однако видя, что поддержка его действий в армейском руководстве была недостаточной, а военное участие коммунистов и помощь Советского Союза в преддверии Северного похода является залогом его успеха, Чан Кайши отыграл назад. Встретившись с советскими военными советниками, Чан Кайши отрицал своё участие в попытке переворота. Он заявил, что если лично Ли Чжилун и несёт какую-либо ответственность, то это не означает вины всей компартии. К утру 21 марта почти все арестованные коммунисты и комиссары были освобождены. Однако чистка рядов НРА от коммунистов в дальнейшем была продолжена.

### Дальнейшая судьба

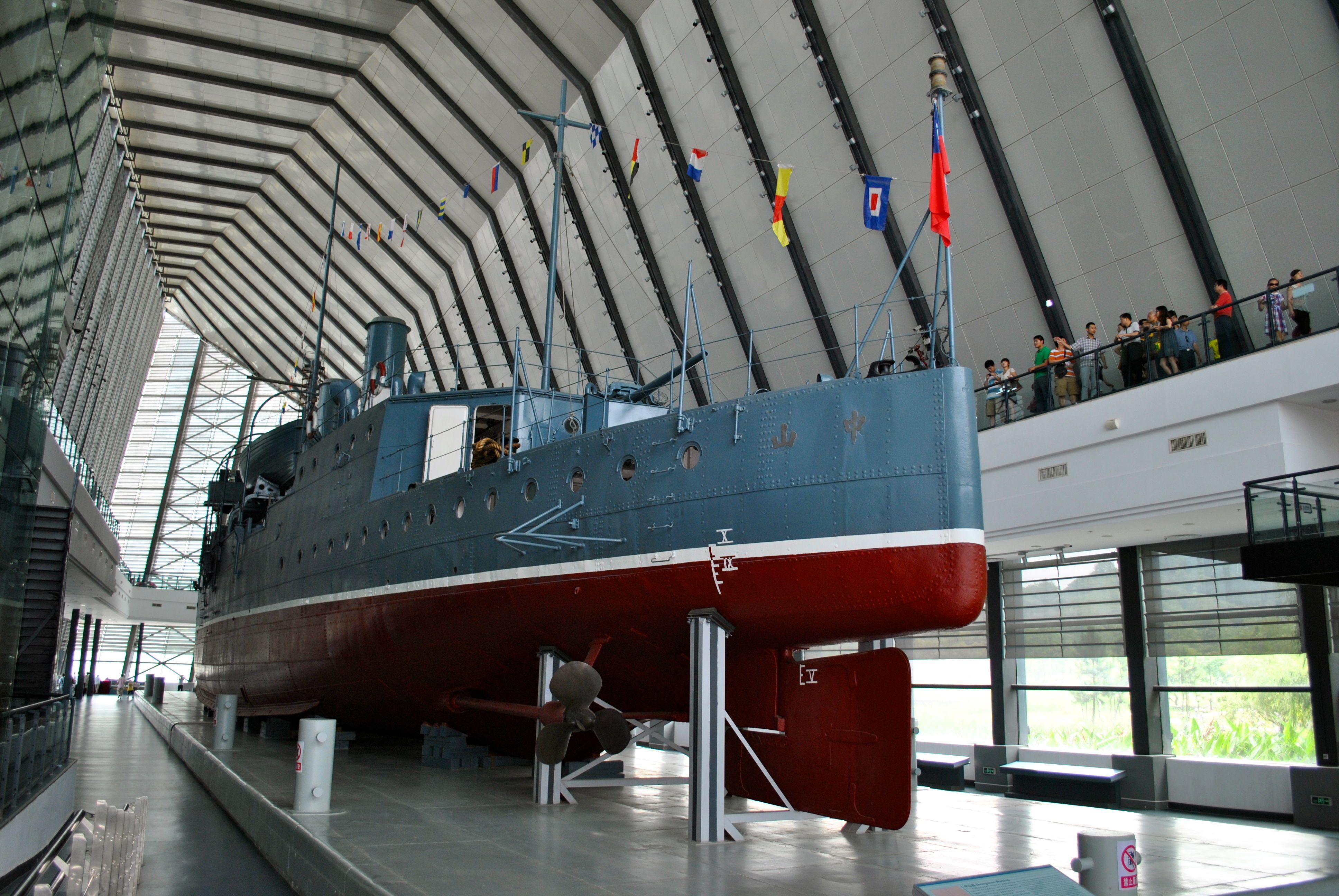
Восстановленная канлодка — главный экспонат одноимённого музея

После Северного похода патрулировала побережье Южного Китая для защиты от пиратов.
В ходе войны с Японией участвовала в Сражения при Ухане. 24 октября 1938 года подверглась японской бомбардировке и затонула в Янцзы; 25 моряков, включая и командира канлодки Са Шицзюня, погибли.
Решение о подъёме судна было принято бюро культуры провинции Хубэй в 1986 году. Канлодка поднята из реки в январе 1997 года. После завершения реставрационных работ в 2001 году канлодка «Чжуншань» стала главным экспонатом созданного для неё музея. Музей расположен в околотке Цзинькоу пригородного уханьского района Цзянся, в около 25 км к юго-западу от центра города.